# Étienne Gudin (général)
Pour les articles homonymes, voir Gudin.
Étienne Gudin, né le 15 octobre 1734,,, à Ouroux-en-Morvan (Nièvre), mort le 23 septembre 1819 à Saint-Maurice-sur-Aveyron (Loiret), est un général français de la Révolution et de l'Empire.

## État des services
Il entre en service le 2 mars[réf. nécessaire] 1752 (à 17 ans) comme volontaire au régiment d'Artois-infanterie ; son dossier militaire le donne comme soldat au 48e régiment d'infanterie en 1752 et sergent en 1756,.
Il devient lieutenant attaché à l'état-major le 6 mars 1757. En 1762 et 1763, il fait campagne au Portugal,. Il est nommé sous-aide major (un emploi, et non un grade) le 1er février 1763, puis aide major le 7 juin 1765, avec rang de capitaine le 20 avril 1768,.
En 1776 il devient capitaine commandant le dépôt des recrues, puis capitaine de la compagnie colonelle le 29 mai 1778,. Il est fait chevalier de Saint-Louis le 1er mai 1780. Le 20 août 1780 il commande une compagnie de chasseurs, et à ce titre il s'embarque à Toulon pour l'Amérique (Gibraltar[réf. nécessaire] ?) le 13 décembre 1782 avec le 2e bataillon du 48e régiment d'infanterie ; il est réembarqué à Cadix avec l'armée de Destaing. Il en revient le 25 mars 1783.
Il devient capitaine de grenadiers dans son régiment le 14 juin 1786, et le 3 février 1788 il est nommé major au 3e régiment des grenadiers royaux de Normandie,, ce qui lui donne le rang de lieutenant-colonel. Ce régiment se trouve réformé le 4 août 1789, et le même mois Gudin devint commandant de la garde nationale de Montargis - bien que ce commandement ne soit pas inscrit dans les états de service de son dossier militaire,.
Il est réformé par décret de l'assemblée constituante, avec pension de 2 240 livres. Dans l'attente d'un replacement, Gudin s'établit dans sa propriété de Montargis.
Lorsque les premiers corps de volontaires se forment à la suite de la Révolution, la compagnie de Montargis l'appelle à sa tête le 9 octobre 1790.
Le 9 octobre 1791 (date retenue dans son dossier militaire ; Hennet donne le 12 octobre), il est nommé à l'unanimité des volontaires chef du 1er bataillon de volontaires du Loiret,. Ce titre de lieutenant-colonel « en premier », qui a cessé d'exister lors de l'embrigadement, correspond au titre de chef de bataillon commandant. 

Il sert dans l'armée du Nord en 1792 et 1793,, deux années qui méritent un rapide survol : cet an I du calendrier républicain — même si ce dernier n'est appliqué qu'à partir du 6 octobre 1793 (15 vendémiaire an II) — est une période politiquement des plus troublées, prône aux extrêmes et un tournant dans la révolution française. Entre autres marqueurs décisifs : la journée du 10 août 1792 qui signe le début de la première Terreur, commençant avec
la prise du palais des Tuileries (siège du pouvoir exécutif) et de l'Assemblée nationale (siège du pouvoir législatif) ;
l'Assemblée remplacée par la Convention nationale (dominée par une Convention girondine) qui fonde la Première République lors de sa première séance le 21 septembre 1792, juste après le bain de sang national des massacres de Septembre et quatre mois avant l'exécution de Louis XVI le 21 janvier 1793. 

Cette condamnation ultime de la royauté assure l'inimitié de l'Europe et la subséquente cohésion de la Première Coalition qui débute le 1er février 1793 : France face à Grande-Bretagne, Autriche, Prusse, Russie, Espagne, Piémont-Sardaigne et Deux-Siciles. Côté interne, les massacres de Machecoul et leurs 100 à 150 sympathisants de la Convention morts le 11 mars, signent le début des guerres de Vendée.
Le 27 mai 1793, un décret du Conseil exécutif provisoire nomme Étienne Gudin général de brigade,,,,, — ce sans passer par le grade de chef de brigade. 

Un autre décret du même Conseil le promeut général de division le 22 juillet 1793
,,,, de l'armée de la Vendée,, en ce début de la guerre de Vendée. Il refuse ce commandement et son dossier militaire ne le mentionne pas,.
Ce dossier militaire indique que le 22 juillet 1793 il est nommé « général de division commandant en chef » au camp de Maubeuge,,,,, où l'armée du Nord se tient sur la bordure nord du massif des Ardennes. Mais ce même dossier n'indique pas qu'en représailles de son refus du commandement de Vendée il est démis de ses fonctions le 6 août 1793, ; et le représentant Drouet le fait arrêter et incarcérer à Arras le 20 septembre 1793. 

Gudin ne voit donc pas le siège de Maubeuge par l'armée autrichienne du prince de Saxe-Cobourg, qui vise un chemin vers Paris - siège qui dure du 30 septembre au 16 octobre 1793. Drouet, lui, le voit de près : car il est envoyé en qualité de commissaire à l'armée du Nord, s'enferme dans Maubeuge assiégée et tombe aux mains des Autrichiens ; il ne revient en France qu'en décembre 1795, échangé avec d'autres révolutionnaires contre Madame Royale, la fille de Louis XVI. Entre-temps, Gudin a été remis en liberté - mais seulement le 16 novembre 1794,, soit 14 mois de prison ; et, semble-t-il, sa libération s'accompagne de circonstances troublantes.
Il reprend du service le 7 juin 1795 (« 19 prairial an 3 ») selon son dossier militaire, ou le 4 mars 1795,, à l'armée des côtes de Cherbourg comme général de division,, commandant du département de l'Orne,.
Il demande sa retraite le 30 septembre 1795, après quarante-trois ans de service effectif, avec pour revenus la retraite de lieutenant-général, ; sa demande est approuvée le « 17 vendémiaire l'an IV républicain » (9 octobre 1795) par le général de l'armée des côtes de Cherbourg Aubert du Bayet,. 

Une note du citoyen « Cœur maire de Saint-Maurice-sur-Aveyron » datée au plus tôt du 19 ventôse an XII (10 mars 1804), faisant suite à la demande de Gudin Gudin du paiement de sa pension de retraite dans son dossier militaire, atteste que « depuis [les epoques citées ci-dessus, remontant au 17 vendémiaire an IV [9 octobre 1795], le général Gudin [est ensuite] remployé dans son grade de général de division agent du gouvernement, pour faire rejoindre les deserteurs à l'interieur et réquisitionnaires ».
En 1800, il est désigné candidat au Sénat conservateur par le département du Loiret.
Il est fait chevalier de la Légion d'honneur le 29 mars 1805,,, alors qu'il est déjà en retraite à Saint-Maurice-sur-Aveyron.
Le 23 juin 1807, il est admis au collège électoral de la légion d'honneur pour l'arrondissement de Montargis.
Il meurt le 23 septembre 1820, à Saint-Maurice-sur-Aveyron où il est enterré.

## Famille
Sa famille est originaire du Nivernais, où elle a été anoblie en 1542. Il est né dans cette province à Ouroux le 15 octobre 1734.
Il a pour neveux les généraux Charles Étienne Gudin (1768-1812), proche ami de Napoléon Ier et mort de ses blessures à Smolensk ; et Pierre César Gudin des Bardelières (1775-1855).
Il est le grand-oncle du général, sénateur et député Charles Gabriel César Gudin (1798-1874).
Un document de son dossier militaire semble indiquer qu'au moment de sa retraite il est marié et sa femme est atteinte d'un cancer,.